# Georg Rudolph Lichtenstein
Georg Rudolph Lichtenstein, auch Georg Rudolf Lichtenstein (* 16. Februar 1747 in Helmstedt; † 28. Mai 1807 in Braunschweig), war ein deutscher Arzt und Apotheker.

## Leben
Georg Rudolph Lichtenstein stammte aus der ursprünglich jüdischen Familie Lichtenstein und wurde 1747 in Helmstedt als Sohn des dortigen Bürgermeisters Joachim Dietrich Lichtenstein geboren. Er studierte ab 1765 Medizin an der Universität Helmstedt, wo er 1769 zum Dr. med. promoviert wurde. Er war anschließend als Arzt tätig und las daneben als Magister legens an der Universität Helmstedt. Sein 1773 eingereichtes Gesuch um einen medizinischen Lehrstuhl wurde zunächst abgewiesen. Erst nach dem Tod des Hochschullehrers Philipp Konrad Fabricius im Jahr 1774 wurde Lichtenstein zum außerordentlichen Professor der Medizin ernannt. Nachdem sein Schwiegervater J. L. Wagner 1779 gestorben war, erhielt Lichtenstein 1780 die Genehmigung, dessen Apotheke in Helmstedt fortzuführen. Trotz der damit verbundenen herzoglichen Auflage, den Arztberuf aufzugeben, bemühte sich Lichtenstein weiterhin darum, ärztlich tätig zu sein. Im Jahr 1804 wurde er als Garnisonarzt nach Braunschweig berufen. Im selben Jahr wurde ihm der Titel eines Hofrats verliehen. Es folgte die Ernennung zum herzoglich braunschweigischen Leibarzt.
Lichtenstein publizierte über medizinische, mineralogische und chemisch-pharmazeutische Themen. Er starb im Mai 1807 im Alter von 60 Jahren in Braunschweig. Seine Söhne waren der ebenfalls in Helmstedt tätige Mediziner Julius Georg Anton Lichtenstein (1778–1842) und der 1780 geborene Apotheker August Gerhard Gottfried Lichtenstein. Letzterer führte nach dem Tod seines Vaters, zuerst gemeinsam mit seiner Mutter, die Helmstedter Apotheke weiter.

## Schriften (Auswahl)
- De dispositione salium imprimis simplicium atque mixtorum. 1769. (Dissertation)
- Abhandlung vom Milchzucker und den verschiedenen Arten desselben. Verlag der Waisenhausbuchhandlung, Braunschweig 1772.
- Vom Benzoesalz. 1781.
- Anleitung zur medicinischen Kräuterkunde für Aerzte und Apotheker. 3 Bände. Verlag Johann Heinrich Kühnlin, Helmstedt 1782–1786. (Digitalisat)
- Bereitung des Alkohols aus Kornbrandtewein. 1786.
- Gefahrlose und schnelle Bereitung der süßen Salpeternaphta. 1795.